# Paul Abadie
Paul Abadie, (9. listopadu 1812 Paříž – 3. srpna 1884 Chatou) byl francouzský architekt.

## Život a dílo
Studoval na École des beaux-arts pod vedením architekta Julese Leclerca a malíře Jeana Alauxe.
Roku 1845 spolupracoval na rekonstrukci katedrály Notre-Dame jako inspektor, pod vedením Viollet-le-Duca a Lassuse. Roku 1849 byl jmenován diecézním architektem. Roku 1875 byl přijat za člena Académie des beaux-arts.
Mimo jiné restauroval kostel Sainte-Croix de Bordeaux, zámek Ducru-Beaucaillou, katedrálu Saint-Pierre d'Angoulême a katedrálu Saint-Front de Périgueux. Vytvořil plány pro baziliku Sacré-Cœur, začal její stavbu, ale dokončení se nedožil. Provedl mnoho dalších zakázek, významné jsou hlavně rekonstrukce románských kostelů v Châteauneuf-sur-Charente a Montmoreau-Saint-Cybard.

## Fotogalerie

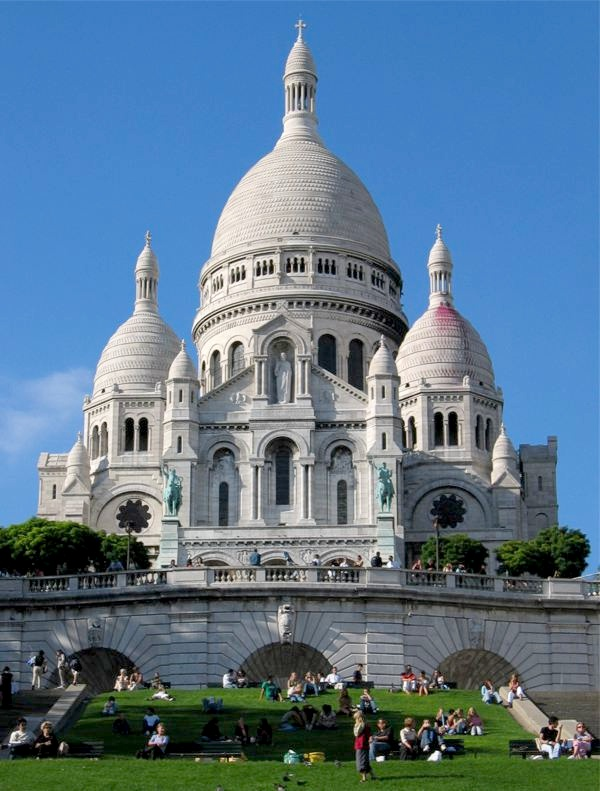
Bazilika Sacré-Cœur
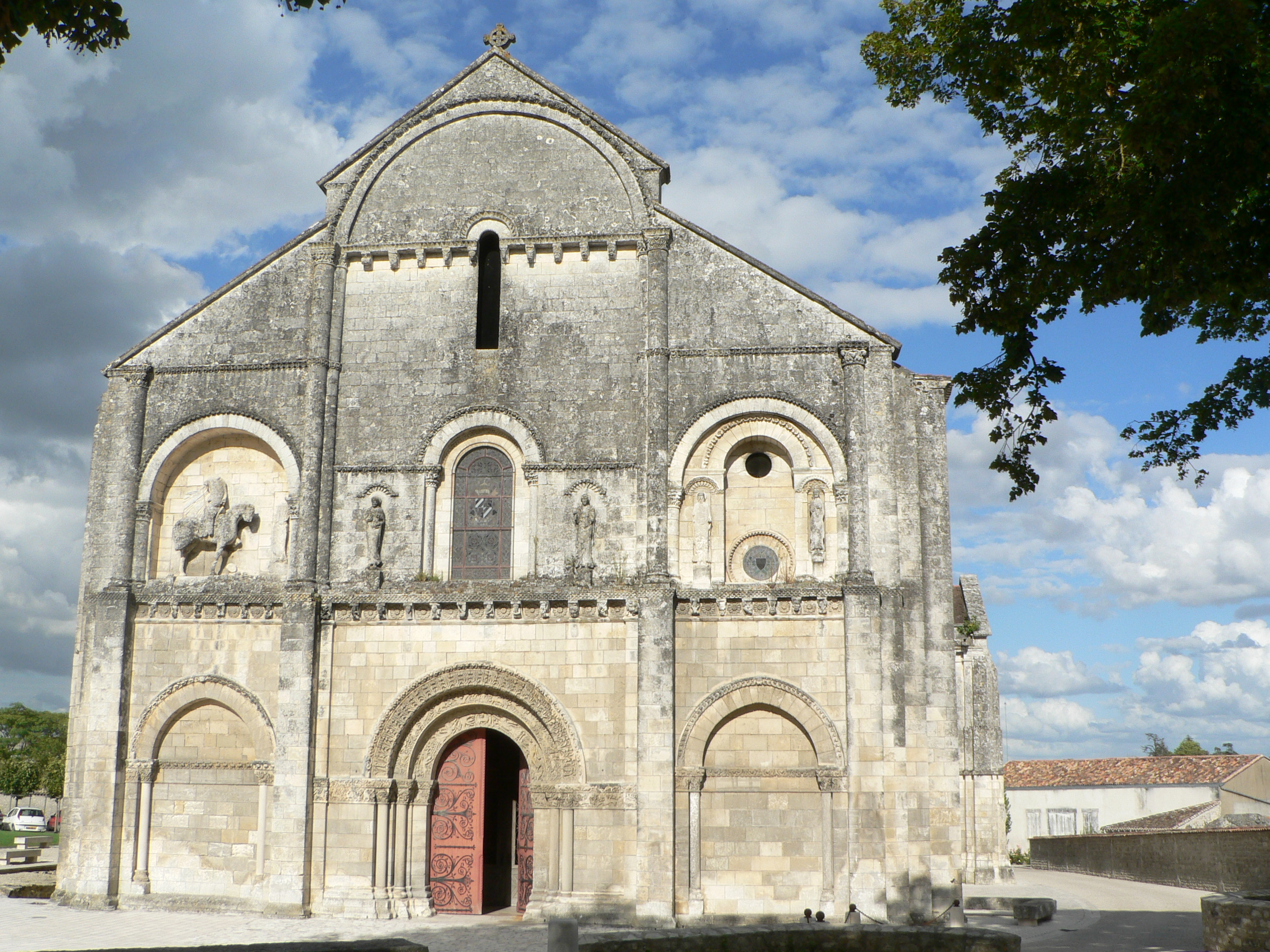
Kostel v Châteauneuf-sur-Charente
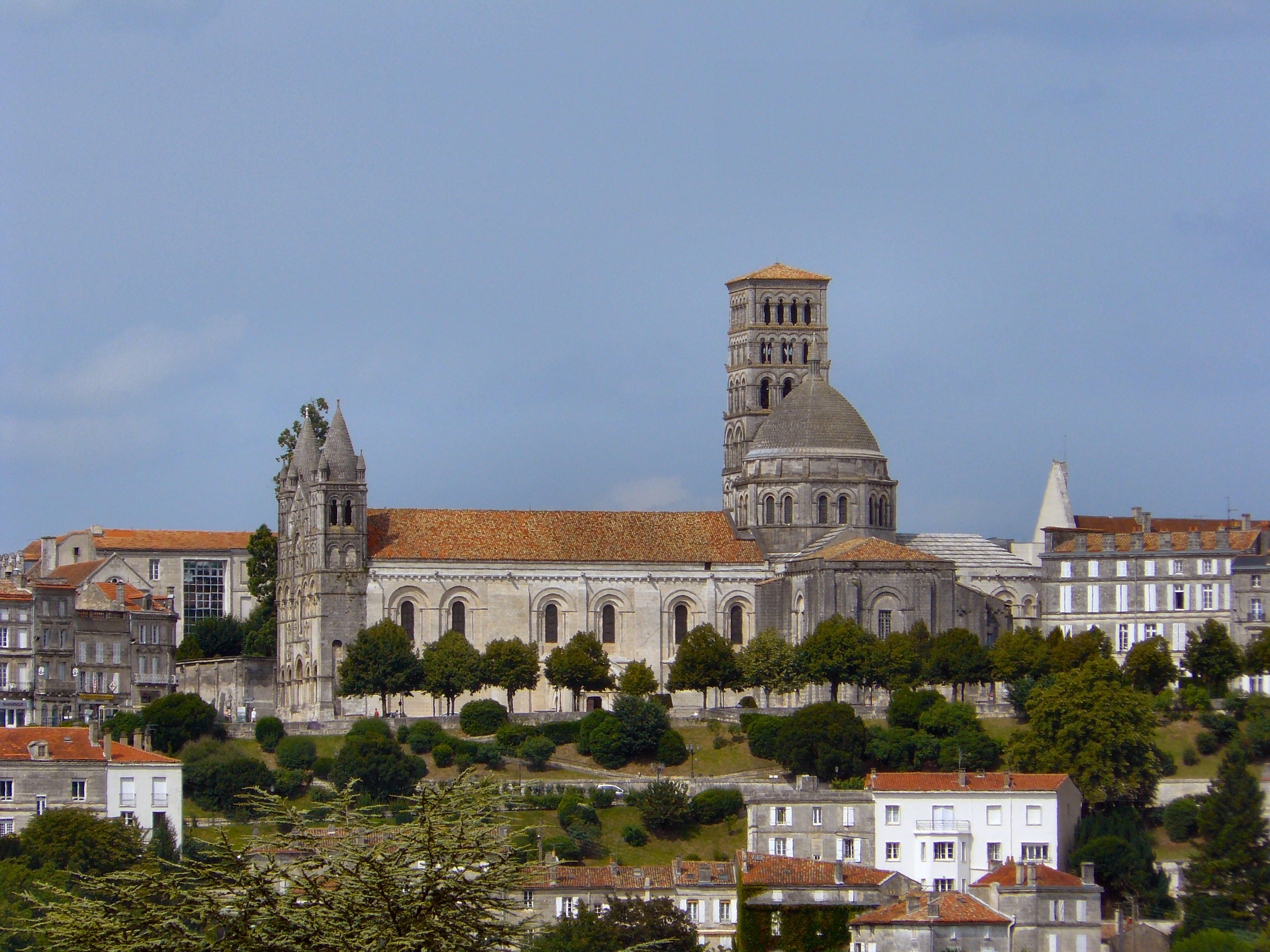
Katedrála v d'Angoulême